# Neven Duić
Prof. dr. sc. Neven Duić (Zagreb, 25. travnja 1965.), hrvatski je znanstvenik, redoviti profesor u trajnom zvanju na Fakultetu strojarstva i brodogradnje Sveučilišta u Zagrebu, predsjednik SDEWES centra, dopredsjednik Akademije tehničkih znanosti Hrvatske (HATZ), izabrani predsjednik Upravnog odbora Međunarodnog vijeća akademija tehničkih znanosti.

## Životopis
Rođen u Zagrebu 1965. godine, gdje je završio osnovnu školu kao i Matematičko-informatički obrazovni centar ("MIOC", danas XV. gimnazija). Studirao je u Zagrebu strojarstvo, kao i 2 godine portugalskog jezika na Filozofskom fakultetu. Na Fakultetu strojarstva i brodogradnje (FSB) diplomirao je 1990., magistrirao 1993., a doktorirao 1998. disertacijom "Prilog matematičkom modeliranju izgaranja plinovitog goriva u ložištu generatora pare" (mentor prof.dr.sc. Željko Bogdan).
Na Fakultetu strojarstva i brodogradnje, na Zavodu za energetska postrojenja, energetiku i okoliš radi od 1990., najprije kao asistent, od 2001. kao docent, od 2006. kao izvanredni profesor, a od 2011. u zvanju redovitoga profesora. Bio je voditelj Katedre za energetska postrojenja i energetiku u periodu 2004. – 12.
Na Instituto Superior Técnico iz Lisabona, Portugal bio je najprije gostujući istraživač, a zatim postdoktorski istraživač u šest navrata, u periodu između 1994. i 2003.
Njegova glavna područja od znanstvenog i stručnog interesa su:
- Energetska politika i planiranje
- Ekonomika energetike
- Politika održivog razvoja i planiranja resursa
- Ublažavanje klimatskih promjena
- Politika istraživanja i inovacija
- Modeliranje izgaranja i zračenja.

Prof. dr. sc. Neven Duić objavio je preko 650 znanstvenih radova, od čega 177 u časopisima navedenima u SCI.
Spada među najcitiranije znanstvenike na Sveučilištu u Zagrebu, njegovi znanstveni radovi citirani su preko 6500 puta u Scopus-u i preko 6400 puta u WoS-u., H-indeks prema Scopus bazi je 45, a prema WoS bazi 46. Održao je više od 170 pozvanih i keynote predavanja.
Uspješno je vodio 11 doktoranada, od kojih je jedan kandidat obranio doktorat s 27 godine te je time postao najmlađi doktor strojarstva u Hrvatskoj. Mentor je 6 doktoranada na FSB-u. Bio je član povjerenstava za obranu 13 doktorata, od toga za 10 na inozemnim sveučilištima (University of Southern Denmark, Chalmers University, Macquarie University, Aalborg University, University of Limerick, Instituto Superior Técnico, Sveučilište u Sarajevu, Sveučilište u Beogradu, University of Santander).
Vodio je ili vodi 24 gostujuća istraživača, kao i 8 postdoktoranada, a suvoditelj je bio za 2 postdoktoranda. Bio je voditelj 45 magistara struke.
Aktivno govori i piše engleski i portugalski jezik, a pasivno španjolski, francuski i talijanski jezik.

## Znanstvene i stručne organizacije
Od 2012. redoviti je član Akademije tehničkih znanosti Hrvatske a njezin dopredsjednik u mandatu 2022. – 2026.
Od 2022. izabrani je predsjednik ("President-Elect") Upravnog odbora Međunarodnog vijeća akademija tehničkih znanosti (CAETS – International Council of Academies of Engineering and Technological Sciences).
Od 2008. – 2018. bio je predsjednik Jadranske sekcije Instituta za izgaranje, a od tada član njenog Upravljačkog odbora.
Predsjednik je Međunarodnoga centra za održivi razvoj energetike, voda i okoliša (SDEWES Centre) od 2009., a također i supredsjedavajući njegovog Međunarodnog znanstvenog odbora ("SDEWES International Scientific Committee") Organizator je serije međunarodnih konferencija SDEWES o održivom razvoju energetike, voda i okoliša, od kojih je dosad održano dvadeset i šest konferencija, te je član organizacijskih, znanstvenih i programskih odbora više od 70 znanstvenih skupova.
Glavni je urednik online znanstvenog časopisa Journal of sustainable development of energy, water and environment systems (JSDEWES) od njegova pokretanja 2013. Nadalje, senior urednik je časopisa e-Prime, suradnik urednik časopisa Energy Storage and Saving te urednik časopisa Energy Conversion and Management i International Journal of Sustainable Energy Planning and Management. Također, urednik je područja časopisa Energy, član je uredništva časopisa Smart Energy, eTransportation, Applied Energy, Thermal Science i International Transaction Journal of Engineering, Management, & Applied Sciences & Technologies.
Od 2008. član je Odbora za poslijediplomske studije FSB-a, a od 2011. član je Nacionalnog odbora za praćenje okvirnih programa Europske komisije za istraživanje i tehnološki razvoj. Od 2017. član je Energy steering panela Znanstveno savjetodavnog vijeća europskih akademija ("European Academies' Science Advisory Council", EASAC), a od 2019. zamjenik člana Inovacijskog vijeća za industriju Republike Hrvatske pri Nacionalnom vijeću za znanost, visoko obrazovanje i tehnološki razvoj. Od 2017. – 21. bio je predsjednik Područnog znanstvenog vijeća za tehničke znanosti pri Nacionalnom vijeću za znanost, visoko obrazovanje i tehnološki razvoj. Od 2020. član je Savjeta za koordiniranje aktivnosti vezanih za izradu programa cjelovite obnove povijesne jezgre. Grada Zagreba.
Na listi je među 2% najutjecajnijih znanstvenika u svijetu, objavljenima 2022. te 2021. godine, prof. Duić je uvršten obje godine u oba dvije liste, listu najutjecajnijih znanstvenika u 2021. odnosno 2020. godini (prema citiranim radovima) kao i u popis najutjecajnijih znanstvenika u cjeloživotnoj znanstvenoj karijeri. Liste se slažu po složenom modelu koji koristi šest standardiziranih indikatora znanstvene produktivnosti.
Sudjelovao je na preko 100 znanstvenih i stručnih projekata, a u 2022. uključen je kao voditelj ili suradnik na 14 znanstvenih projekata, od kojih su glavnina međunarodni znanstveni projekti.
Aktivan je u raznim medijima, čest sudionik okruglih stolova, javnih predavanja, radio i TV emisija.

## Nagrade i priznanja
Za svoj iznimni rad Neven Duić dobio je niz nagrada i priznanja, među kojima se ističu:
- 2008. – Godišnje priznanje za poticanje međunarodne suradnje Sveučilišta u Zagrebu: Priznanje nastavniku za unapređenje međunarodne suradnje ostvareno u okviru znanstvenog, nastavnog ili stručnog projekta na međunarodnom planu, u akademskoj godini 2007./2008.[19]
- 2017. – Državna nagrada za znanost za 2016. godinu, u području tehničkih znanosti za znanstvena istraživanja koja su usmjerena na održivi razvoj energetike[20]
- 2018. – Velika Medalja Fakulteta - priznanje za izuzetan doprinos u unapređenju rada, razvoja i promociji Fakulteta strojarstva i brodogradnje[21]
- 2021. – Medalja Atanasije Stojković, Društvo termičara Srbije[22]